# Île Charron
Île Charron är en ö i Kanada.   Den ligger i Saint Lawrencefloden i Montréals förstad Longueuil, i regionen Montérégie och provinsen Québec, i den sydöstra delen av landet, 170 km öster om huvudstaden Ottawa.